# Военно-морские силы Корпуса Стражей Исламской Революции
Военно-морские силы Корпуса Стражей Исламской Революции (перс. نیروی دریایی سپاه پاسداران انقلاب اسلامی‎) — военно-морская служба Корпуса стражей исламской революции, основанная в 1985 году, и одна из двух военно-морских сил Ирана, наравне с обычными военно-морскими силами Исламской Республики Иран.

## Современное состояние
Флот ВМС Корпуса стражей Исламской революции призван выполнять задачи по охране территориальных вод и побережья, а также морских коммуникаций Ирана.

### Организационная структура
Организационно ВМС КСИР состоят из штаба, четырёх отдельных командований, трёх военно-морских районов (BMP).

### Командная структура
Командующий ВМС КСИР: контр-адмирал Алиреза Тангсири (с 2018 г.)
- 1-й ВМР: командующий — контр-адмирал Алиреза Тангсири
- 2-й ВМР: командующий — контр-адмирал Али Размджу
- 3-й ВМР: командующий — контр-адмирал Рашид Хоссейни

## Техника и вооружение

Учения

### Военно-морские базы
- Базы ВМС в Персидском заливе:
  - о. Абу Муса
  - о. Сирри
  - о. Кешм
  - о. Ларак
  - о. Фарси
  - нефтяной терминал Abadan
  - Sir Abu Nuair
  - al-Fayisiyah
  - Cyrus
  - Halul
  - Rostam

### Состав флота
На сегодняшний день корабельный состав ВМС КСИР Ирана выглядит следующим образом:
- подводные лодки
- эсминцы
- фрегаты
- корветы
- ракетные и сторожевые катера
  - ракетные катера типа Thondor
    - P 313-1 Fath
    - P 313-2 Nasr
    - P 313-3 Saf
    - P 313-4 Ra'ad
    - P 313-5 Fajr
    - P 313-6 Shams
    - P 313-7 Me'raj
    - P 313-8 Falaq
    - P 313-9 Hadid
    - P 313-10 Qadir
    - Ракетные катера проекта C14 - 5 единиц[2]
    - Малый ракетный катер Peykaap II - 25 единиц[2]
    - Малый ракетный катер «Zolfaghar» - 6 единиц[2]
    - Малый ракетный катер  Peykaap I - 15 единиц[2]
    - Малый ракетный катер   Kashdom II - 15 единиц[2]
- десантные корабли
- минно-тральные корабли
- вспомогательные суда

## Военные операции

### Столкновение с кораблями ВМФ США
6 января 2008 года 5 патрульных катеров Стражей Исламской революции приблизились менее чем на 200 метров к трём судам ВМС США, которые по словам американского командования находились в тот момент в международных водах. Запись, представленная капитаном одного из американских кораблей свидетельствует о том, что катера КСИР угрожали открыть огонь по американцам. В ответ Иран опубликовал видеозапись, на которой имеет место только стандартный радиообмен.